# جزیره تنگلوود
جزیره تنگلوود (به انگلیسی: Tanglewood Island) یک شهرک در ایالات متحده آمریکا است که در شهرستان پیرس، واشینگتن واقع شده‌است.